# 蔡漢卿
蔡漢卿（1882年—1952年），字希圣，湖北沔阳人。中国民主革命家，中华民国政治人物。武昌起义时，蔡汉卿向清朝湖广总督衙门打响了第一炮，故人称“蔡一炮”。

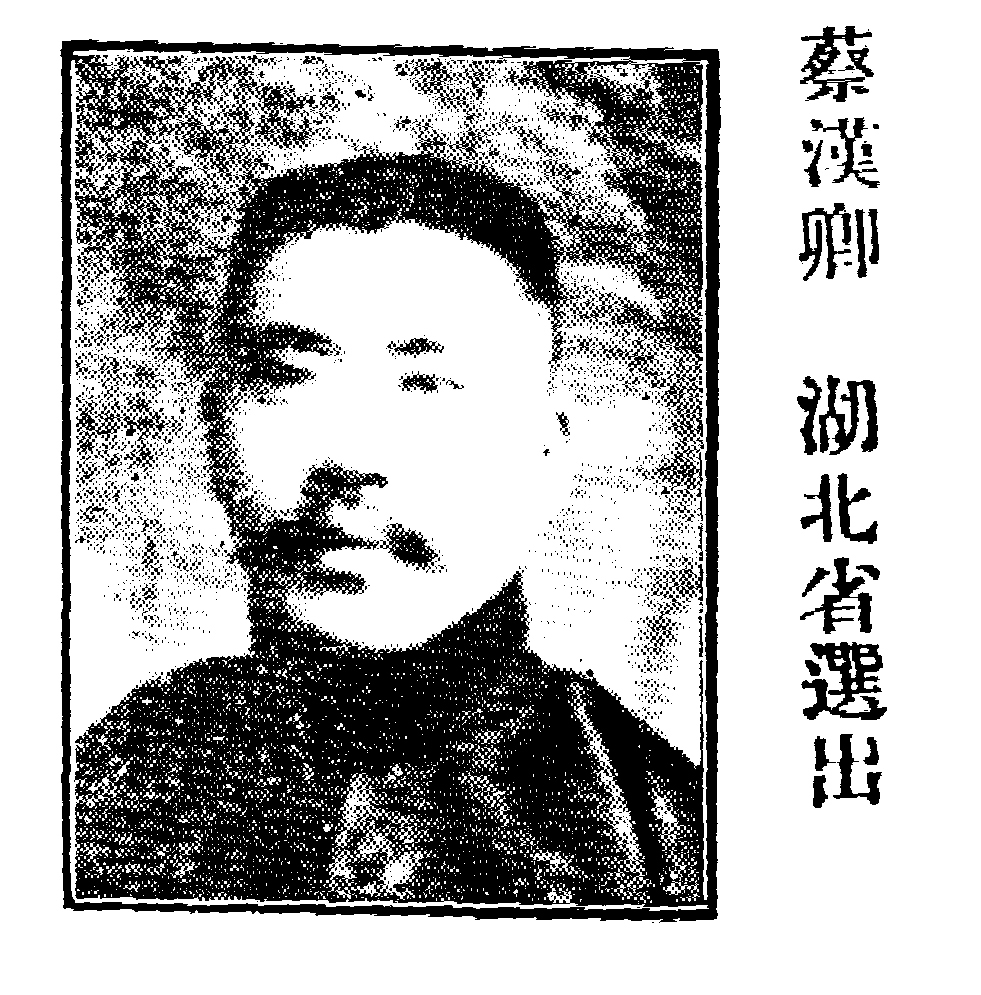

## 生平

### 早年生涯
1882年，蔡汉卿生于洪湖老湾乡前墩村的一个农民家庭。14岁丧母，16岁丧父。蔡汉卿遂投舅父家，边放牛，边和同乡在私塾中学习。蔡汉卿秘密参加了反清帮会“圈子会”，遭到官绅举报。一次，蔡汉卿回前墩村时，被湾子里的刘澄魁抓住，准备押送官府请赏，幸而途中蔡汉卿被同村人刘澄之搭救。蔡汉卿乃和几位朋友共同来到武汉。
来武汉后，蔡汉卿依靠打工生活，参加过修建武泰闸等设施的工程。蔡汉卿有位叫刘鼎丞的同乡在南湖炮八标任官佐，经刘鼎丞引荐，蔡汉卿进入炮八标当兵。因表现优秀，后来升任排长。

### 武昌起义
1911年10月10日凌晨，革命党人彭楚藩、刘复基、杨洪胜被清政府处决。10月10日，武昌起义爆发。当晚7时许，塘角辎重营发生起义。起义消息传至南湖炮队时，有军官阻拦，蔡汉卿率先将军官撂倒，率人抢出炮并推到操场，首先向马队的方向发炮，促使马队参加起义。
蔡汉卿率部接近武昌城区时，大部分地区已被起义军占领，但湖广总督瑞澂及清朝陆军第八镇统制张彪等率部固守湖广总督衙门。蔡汉卿闻讯乃率部携四门山炮登上起义门城楼，并在蛇山上构建炮阵，但黑暗中炮击很难命中。起义部队乃将煤油泼在衣服上，制成简易火把，点燃后投入总督衙门内，造成衙门的屋顶燃烧。随后，蔡汉卿以衙门前的旗杆为目标，连发3炮，击中衙门的签押房。衙门内的瑞澂、张彪派人在衙门后墙打一洞，钻洞逃登军舰。因此功绩，蔡汉卿被人尊称“蔡一炮”。
武昌起义光复武汉三镇后，清廷调陆军大臣荫昌率大军南下，并命海军提督萨镇冰率舰队逆长江而上，以夺回武汉。湖北军政府积极应战，自1911年10月18日至11月27日，武汉保卫战历时40余天。蔡汉卿参加了战斗。最终，汉口、汉阳先后被清军夺回。
武昌起义后，因和黎元洪同乡，蔡汉卿曾一度升任师长。中华民国时期，1918年至1920年，蔡汉卿担任中华民国第二届国会参议员。1923年2月15日，获封将军府将军。黎元洪下台后，蔡汉卿乃解甲归田，回到家乡洪湖。

### 晚年生涯
1938年日军占领武汉前，蔡汉卿一家入住汉口法租界的一位买办潘恕安家。一日，石星川突然入住潘恕安家空闲的楼梯转角处的亭子间。蔡汉卿邀石星川一同赴四川，二人一同登上轮船。船将启碇时，石星川避开蔡汉卿偷偷下船，乘人力车躲入潘恕安家。后来石星川出任伪职。
蔡汉卿赴四川后，辗转来到距离重庆数十里的山洞镇平正农场18号居住。后来，湖北人贺国光、万耀煌等都在山洞镇居住，张治中所居也离此不远。石礅子山后面脚下，有杨森家的大宅。后来苏联驻华大使馆的避暑处也建在山上。
1945年深秋，蔡汉卿一家和邬晓丹家共同顺长江而下。回到武汉后，蔡汉卿每逢双十节便到武昌烈士祠祭奠先烈，并同辛亥革命老人聚会。中华人民共和国成立后，通过湖北省副省长熊晋槐等介绍，蔡汉卿正想参加民革，1952年，蔡汉卿因脑溢血在武昌病逝，享年70岁，未能如願加入民革。葬于武昌公墓。

## 家族
孙女蔡琴，台湾歌星。